# منتخب أنغويلا لكرة القدم
منتخب أنغويلا لكرة القدم (بالإنكليزية: Anguilla national football team) هو المنتخب الوطني في أنغويلا ويديره اتحاد أنغويلا لكرة القدم . لم يسبق له التأهل إلى بطولة بطولة كأس العالم لكرة القدم. ويعتبر من أضعف منتخبات العالم حيث يحتل حالياً المركز 210 في التصنيف الشهري الذي يصدره الاتحاد الدولي لكرة القدم. 